# Кабијате
Кабијате (итал. Cabiate) је насеље у Италији у округу Комо, региону Ломбардија.
Према процени из 2011. у насељу је живело 7395 становника. Насеље се налази на надморској висини од 236 м.

## Становништво
Према резултатима пописа становништва 2011. у општини је живело 7.412 становника.
| 1936. | 1951. | 1961. | 1971. | 1981. | 1991. | 2001. | 2011. |
| ----- | ----- | ----- | ----- | ----- | ----- | ----- | ----- |
| 3.465 | 4.191 | 4.872 | 5.627 | 5.910 | 6.353 | 6.769 | 7.412 |